# Boss DD-2 Digital Delay
Boss DD-2 Digital Delay är en effektpedal för gitarr, tillverkad av Roland Corporation under varumärket Boss mellan 1983 och 1986. Effektpedalen var världens första digitala delay i pedalform. Pedalen tillverkades i Japan.

## Historia
Boss DD-2 Digital Delay var världens första digitala delay i pedalform, och den första versionen i serien Digital Delay. Boss DD-2 Digital Delay var i stort sett identisk med uppföljaren Boss DD-3 Digital Delay. På grund av att priset på DRAM sänktes 1986, var det möjligt att tillverka pedalen mycket billigare. Då det inte ansågs bra att sänka priset på den dåvarande DD-2, fick pedalen istället namnet DD-3, och pedalens utseende gjordes om något.
Boss DD-3 Digital Delay blev en av företagets bästsäljande pedaler någonsin.